# Béryx long
Beryx splendens
Espèce
Statut de conservation UICN

 LC  : Préoccupation mineure
Le Béryx long (Beryx splendens) est une espèce de poissons de la famille des Berycidae. C'est une des espèces qui fréquentent les eaux profondes.

## Description et caractéristiques
L'espèce a été en particulier décrite à partir de spécimens de l'Atlantique du nord-ouest.

### Caractères distinctifs
Beryx splendens se distingue par une taille oculaire plus petite, un corps plus élancé et des caractéristiques numériques différentes par rapport à Beryx decadactylus. Ces distinctions incluent un nombre inférieur de rayons dorsaux (14, rarement 15), des nombres plus élevés de rayons pectoraux (17 ou 18) et ventraux (11 ou 12), ainsi qu’un nombre supérieur de branchiospines (25 à 27) et d’écailles (74 à 82).

### Morphologie
Ce poisson présente un corps comprimé et profond, avec un profil dorsal convexe et un profil ventral arrondi à l'avant, se rétrécissant nettement vers le pédoncule caudal. Les écailles, de forme caractéristique, sont souvent rugueuses et munies de petites épines. La ligne latérale, légèrement arquée à l'avant, est droite sur la majeure partie de sa longueur et s'étend jusqu'à la base de la nageoire caudale. La tête a un profil inférieur angulaire, une bouche oblique, et une mâchoire inférieure proéminente dépassant la supérieure.
Les nageoires comprennent une nageoire dorsale haute et des nageoires caudales profondément fourchues. Les nageoires pectorales sont longues et quasi horizontales, tandis que les nageoires pelviennes sont solides, atteignant l'origine de la nageoire anale.

### Coloration
La couleur dominante est le rouge vif sur le dos, les nageoires, la partie supérieure de la tête, l'intérieur de la bouche et la cavité branchiale. Les flancs sont roses sur un fond argenté, avec un iris rouge bordé de bleu sombre. Lorsqu'ils sont conservés dans l'alcool, la coloration s’estompe pour devenir uniformément jaunâtre.

### Dimensions
La taille maximale rapportée est de 320 à 346 mm de longueur standard, bien que des spécimens de près de 295 mm aient été observés.

### Relation avec l’homme
Moins abondant et moins répandu que Beryx decadactylus, B. splendens est toutefois vendu sur les marchés, notamment en Espagne, au Portugal et à Madère, lorsqu'il est capturé à la palangre.

## Répartition

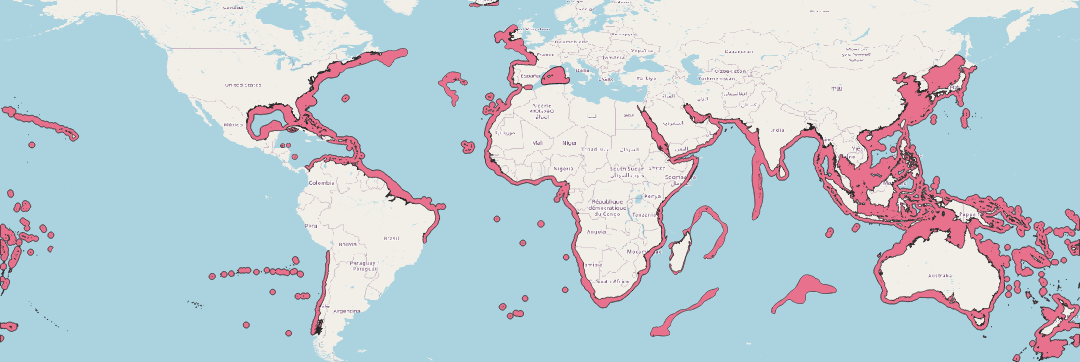
Aire de répartition de B. splendens d'après l'UICN (2025).

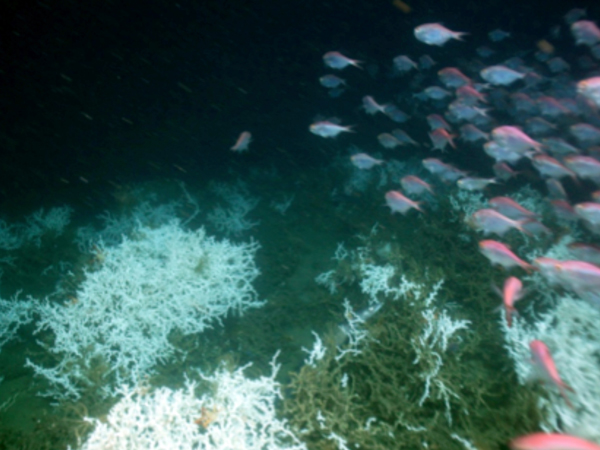
Banc de Beryx splendens photographié à grande profondeur près d'un banc de coraux Lophelia pertusa, en 2010, par l'expédition Lophelia II 2009: Reefs, Rigs, & Wrecks, NOAA-OER

Beryx splendens est une espèce de poissons cosmopolite à répartition circumglobale. Elle est présente entre 65°N et 45°S, dans les régions tropicales à tempérées froides, sur le talus continental à des profondeurs de 10 à 1 300 m (généralement au-delà de 150 m), dans le golfe du Mexique, l'Atlantique, l'océan Indien et le Pacifique, mais pas dans le Pacifique nord-est ni dans la plupart des régions équatoriales du Pacifique-est. Elle est présente dans les mers chaudes du monde entier. Elle se rencontre dans les pays suivants : 

## Systématique
Le nom valide complet (avec auteur) de ce taxon est Beryx splendens Lowe, 1834.
Ce taxon porte en français les noms vernaculaires ou normalisés suivants : Béryx élancé, Béryx long,, Beryx Long, Béryx.
Beryx splendens a pour synonyme :
- Bryx splendens Lowe, 1834

## Étymologie
Le nom de genre provient de beryx ou bérys, un nom grec pour une espèce de poisson indéterminée, que Cuvier a choisi d'appliquer à une «famille de perches particulières». Le nom d'espèce provient de « brillant », faisant vraisemblablement référence à sa coloration rouge vif.

## Publication originale
- Lowe, R. T. (1834). A collection of fishes made in that island [Madeira] ... They include the following species ... regarded as hitherto undescribed . Proceedings of the Zoological Society of London 1833. (pt 1) (for 24 Dec.): 142-144[4],[7]. Noter que la revue est datée de 1833, mais qu'elle n'a été effectivement disponible qu'en 1834 et que c'est donc cette année qui est retenue comme date de description[8].